# Akashic Records of Bastard Magic Instructor
Akashic Records of Bastard Magic Instructor (ロクでなし魔術講師と禁忌教典, Roku de nashi majutsu kōshi to Akashikku Rekōdo, litt. « Les Annales akashiques du bon à rien d'instructeur de magie »), abrégé Rokuaka (ロクアカ), est une série de light novel japonais écrite par Tarō Hitsuji et illustrée par Kurone Mishima. Elle est publiée par Kadokawa dans sa collection Fujimi Fantasia Bunko depuis juillet 2014.
Une adaptation manga, dessinée par Aosa Tsunemi, est pré-publiée dans le magazine de prépublication de shōnen manga de Kadokawa Shoten, Monthly Shōnen Ace, à partir de mars 2015 et se terminant en juin 2021. La série a également reçu une adaptation télévisée en anime par le studio Liden Films qui était diffusée au Japon entre avril et juin 2017,.

## Synopsis
L'histoire tourne autour de Sistine Fibel, une noble magicienne, et de sa meilleure amie Rumia Tingel. Celles-ci vont à la prestigieuse Académie de magie de Fejite dans ce monde où la magie est monnaie courante. Sistine a promis à son grand-père avant qu'il ne meure qu'elle résoudrait le « mystère du palais de Mergalius », un château flottant au-dessus de la ville. Dans cet établissement, l'un des professeurs est absent et est remplacé par Glenn Radars, qui est plutôt paresseux et incompétent, et se fiche pas mal de la classe dont il a la charge. Sistine finira par le défier en duel pour qu'il devienne enfin un instructeur décent. Mais ce dernier va s'avérer être bien moins mauvais en magie que ce qu'il peut laisser croire…

## Personnages principaux
Glenn Radars (グレン レーダス, Guren Rēdasu)
Voix japonaise : Sōma Saitō,, voix française : Pierre Le Bec
Glenn est le protagoniste de la série. Il est paresseux et constamment ennuyé par tout, avec son principal objectif de dormir. Il devient professeur remplaçant de la classe de Sistine, après la retraite de son enseignant préféré. Bien qu'il puisse sembler incompétent, il est vraiment très habile en magie, mais pas dans le sens traditionnel. Glenn avait l'habitude d'être aussi passionné de magie que Sistine, mais en est désenchanté dû au fait de son passé d'infâme assassin connu sous le nom de « Le Fou ». Il a été révélé plus tard qu'il a développé son propre type de magie, appelé « Le monde du Fou » qui annule l'activation de toute magie dans un certain rayon, y compris le sien. Cependant, cela n'annule pas les sorts qui ont déjà été lancés. Il utilise cette magie pour empêcher les ennemis d'utiliser leur propre magie, puis de les battre en utilisant des compétences supérieures de combat rapproché. Il ne peut pas utiliser la magie de combat couramment parce que cela est loin d'être son domaine d'expertise, mais il a une compréhension approfondie du concept de tous les types de magie, ce qui en fait un bon instructeur.
Sistine Fibel (システィーナ フィーベル, Shisutīna Fīberu)
Voix japonaise : Akane Fujita,, voix française : Sophie Pyronnet
Sistine est l'héroïne principale. Elle admire beaucoup la magie et souhaite découvrir le secret du château volant, que personne ne connaît. Elle maintient un comportement strict et sérieux partout et gronde souvent Glenn pour son attitude nonchalante. Elle déteste d'abord Glenn, croyant qu'il était aussi incompétent qu'il en avait l'air dû à son manque d'enthousiasme, mais quand il commence à faire son travail, elle commence à respecter, à contrecœur, Glenn comme étant un enseignant très efficace. Au fur et à mesure que la série progresse, il semble qu'elle ait des sentiments pour Glenn, mais il est trop timide pour en parler. Elle est appelée « Sisti » par Rumia.
Rumia Tingel (ルミア ティンジェル, Rumia Tinjeru)
Voix japonaise : Yume Miyamoto (ja),, voix française : Helena Coppejans
Rumia est la meilleure amie de Sistine. Elle est proche de Glenn, qui la traite souvent bien, contrairement aux taquineries auxquelles Sistine lui fait face. Elle se souvint que Glenn était celui qui lui a sauvé la vie quand il était l'infâme assassin nommé « Le Fou » il y a 3 ans. En réalité, le vrai nom de Rumia est Alumiania, la seconde princesse de l'empire d'Alzano, supposée morte il y a des années passées.
Re=L Rayford (リィエル レイフォード, Ryieru Reifōdo)
Voix japonaise : Ari Ozawa (ja),, voix française : Ludivine Deworst
Re=L est connue sous le nom de « Le Chariot », étant très habile dans la création d'épées géantes à travers l'alchimie. Elle est un résultat du « Project: Revive Life », également connu sous le nom de « Project Re=L », qui a été dirigé par son frère, Sion Rayford.
Albert Frazer (アルベルト フレイザー, Aruberuto Fureizā)
Voix japonaise : Hiroki Takahashi,, voix française : Nicolas Matthys
Un magicien militaire aux cheveux longs et au regard affûté qui est connu sous le nom de « L'Étoile ». Il est le coéquipier de Re=L et un autre ancien collègue de Glenn, dont il l'engage occasionnellement pour des opérations militaires. Dans le 7e volume du light novel, il commence à en vouloir à Glenn pour lui avoir appris un incident où il a tué sa famille.
Celica Arfonia (セリカ アルフォネア, Serika Arufonea)
Voix japonaise : Eri Kitamura,, voix française : Claire Tefnin
Celica est professeur à l'académie. Elle a connu Glenn depuis longtemps et, en tant que telle, elle formule une recommandation pour qu'il soit professeur remplaçant malgré son profil suggérant qu'il n'est pas apte au travail. Elle oblige Glenn à prendre son travail contre son gré. Dans le 7e volume du light novel, Celica remarque qu'elle peut avoir des sentiments pour Glenn et commence à être jalouse de Sistine.
Sara Silvers (セラ＝シルヴァース, Sera Shiruvāsu)
Voix japonaise : Minako Kotobuki, voix française : Letitia Lienart
Sara était membre du Corps impérial des mages qui occupait le 3e poste le plus important, « L'Impératrice », et était l'ex-partenaire de Glenn Radars. On ne sait pas grand chose de son passé. Elle était très amie avec Glenn, étant sa seule raison de rester avec le Corps impérial des mages. Elle est morte à la suite d'une attaque menés par des drogués à la poussière d'anges. Selon Glenn, elle était une personne enjouée et exubérante, et ressemble souvent à son étudiante, Sistine. Elle était appelée « Chiot blanc » par Glenn, tout comme il appelle Sistine « Chaton blanc ».
Eve Ignite (イヴ＝イグナイト, Ivu Igunaito)
Elle est la supérieure de Glenn et la directrice du Corps impérial des mages. Dans le passé, elle n'a pas envoyé de renforts à Glenn et à Sara ce qui a causé la mort de cette dernière. Dans le 7e volume du light novel, elle a de nouveau rencontré Glenn et lui a dit qu'elle lui montrerait que toutes ses opinions sont justes. Plus tard, elle a été sauvée de Glenn dans un combat contre Jatice et agit comme une tsundere autour de lui. Dans le 11e volume, elle est instructrice et travaille avec Glenn. Elle montre certaines affections pour Glenn, mais tente de les cacher.
Alicia III (アリシア3世, Arishia 3-sei)
Elle est l'ancêtre d'Alicia VII et la nouvelle directrice de l'école où Glenn, Celica et Eve travaillent comme instructeurs. Elle conseille à Glenn d'utiliser la bibliothèque du jardin comme champ de bataille.

## Productions et supports

### Light novel
La série de light novel est écrite par Taro Hitsuji avec des illustrations par Kurone Mishima dont le premier volume, publié par Kadokawa dans sa collection Fujimi Fantasia Bunko, est sorti le 19 juillet 2014 ; et vingt-quatre volumes sont disponibles à ce jour.
Un spin-off intitulé Memory Records of Bastard Magic Instructor (ロクでなし魔術講師と追想日誌, Roku de nashi majutsu kōshi to tsuisō nisshi, litt. « Les Enregistrements de mémoire du bon à rien d'instructeur de magie ») est publié le 19 mars 2016, l'histoire suit le passé de Glenn, le héros principal de la saga. Onze volumes sont édités à ce jour.

### Manga
Une adaptation en manga, dessinée par Aosa Tsunemi, est lancée dans le numéro de mai 2015 du magazine de prépublication de shōnen manga Monthly Shōnen Ace, paru le 26 mars 2015 et a pris fin le 25 juin 2021. Les chapitres sont rassemblés et édités dans le format tankōbon par Kadokawa Shoten avec le premier volume publié en novembre 2016 ; la série compte à ce jour quinze volumes tankōbon.

#### Liste des volumes
| no | Japonais          | Japonais          |
| no | Date de sortie    | ISBN              |
| -- | ----------------- | ----------------- |
| 1  | 26 novembre 2015  | 978-4-04-103672-3 |
| 2  | 26 décembre 2015  | 978-4-04-103673-0 |
| 3  | 26 mai 2016       | 978-4-04-104429-2 |
| 4  | 26 octobre 2016   | 978-4-04-104430-8 |
| 5  | 25 mars 2017      | 978-4-04-104431-5 |
| 6  | 26 septembre 2017 | 978-4-04-106087-2 |
| 7  | 26 février 2018   | 978-4-04-106560-0 |
| 8  | 24 juillet 2018   | 978-4-04-107148-9 |
| 9  | 26 novembre 2018  | 978-4-04-107614-9 |
| 10 | 26 mars 2019      | 978-4-04-107615-6 |
| 11 | 26 août 2019      | 978-4-04-108586-8 |
| 12 | 26 décembre 2019  | 978-4-04-108587-5 |
| 13 | 26 juin 2020      | 978-4-04-109339-9 |
| 14 | 26 octobre 2020   | 978-4-04-109342-9 |
| 15 | 26 mars 2021      | 978-4-04-109343-6 |
| 16 | 26 août 2021      | 978-4-04-111706-4 |

### Anime
Une adaptation en anime a été annoncée en mars 2016, qui a été ensuite révélée comme étant une adaptation en série télévisée. La série est réalisée par Minato Kazuto au studio d'animation Liden Films, avec Tōko Machida rédigeant les scénarios, Satoshi Kimura qui a conçu les chara-design et Hiroaki Tsutsumi composant la musique,. La série est diffusée pour la première fois au Japon sur AT-X entre le 4 avril et le 20 juin 2017, et un peu plus tard sur Tokyo MX, MBS, TVA et BS11,. L'anime est composé de 12 épisodes,. Crunchyroll diffuse la série en simulcast dans les pays francophones. Une version doublée en français de la série est également disponible sur Crunchyroll en streaming depuis le 17 juillet 2019.
Le générique d'introduction est Blow Out, chanté par Konomi Suzuki, et le générique de fin s'intitule Precious You et est interprété par Akane Fujita, Yume Miyamoto et Ari Ozawa,.

#### Liste des épisodes
| No | Titre français                         | Titre japonais         | Titre japonais              | Date de 1re diffusion |
| No | Titre français                         | Kanji                  | Rōmaji                      | Date de 1re diffusion |
| -- | -------------------------------------- | ---------------------- | --------------------------- | --------------------- |
| 1  | Le Bon à rien démotivé                 | やる気のないロクでなし | Yaruki no nai roku de nashi | 4 avril 2017          |
| 2  | Un brin de motivation                  | ほんのわずかなやる気   | Hon'no wazukana yaruki      | 11 avril 2017         |
| 3  | Le Fou et la Mort                      | 愚者と死神             | Gusha to shinigami          | 18 avril 2017         |
| 4  | La Compétition de magie                | 魔術競技祭             | Majutsu Kyōgi-sai           | 25 avril 2017         |
| 5  | L'Impératrice et la Princesse          | 女王と王女             | Joō to Ōjo                  | 2 mai 2017            |
| 6  | L'Être maléfique                       | 邪悪なる存在           | Jaakunaru sonzai            | 9 mai 2017            |
| 7  | La Mer des étoiles filantes            | 星降る海               | Hoshi furu umi              | 16 mai 2017           |
| 8  | L'Imbécile et l'Étoile                 | 愚者と星               | Gusha to hoshi              | 23 mai 2017           |
| 9  | Sa raison de vivre                     | 生きる意味             | Ikiru imi                   | 30 mai 2017           |
| 10 | Le Profiteur ?!                        | 逆玉!?                 | Gyaku tama                  | 6 juin 2017           |
| 11 | Duel décisif ! Le Combat des escouades | 決戦！魔導兵団戦       | Kessen! Madō heidan-sen     | 13 juin 2017          |
| 12 | L'endroit auquel il appartient         | 見つけた居場所         | Mitsuke ta ibasho           | 20 juin 2017          |

## Accueil
Le tirage total de la série a atteint les 3 millions d'exemplaires en février 2020.

### Œuvres
Édition japonaise
Light novel
Roku de nashi majutsu kōshi to Akashic Record
1. 1 2  (ja) « ロクでなし魔術講師と禁忌教典(1) », sur Fujimi Shobo (consulté le 29 avril 2017)
2. 1 2  (ja) « ロクでなし魔術講師と禁忌教典(2) », sur Fujimi Shobo (consulté le 29 avril 2017)
3. 1 2  (ja) « ロクでなし魔術講師と禁忌教典(3) », sur Fujimi Shobo (consulté le 29 avril 2017)
4. 1 2  (ja) « ロクでなし魔術講師と禁忌教典(4) », sur Fujimi Shobo (consulté le 29 avril 2017)
5. 1 2  (ja) « ロクでなし魔術講師と禁忌教典(5) », sur Fujimi Shobo (consulté le 29 avril 2017)
6. 1 2  (ja) « ロクでなし魔術講師と禁忌教典(6) », sur Fujimi Shobo (consulté le 29 avril 2017)
7. 1 2  (ja) « ロクでなし魔術講師と禁忌教典(7) », sur Fujimi Shobo (consulté le 29 avril 2017)
8. 1 2  (ja) « ロクでなし魔術講師と禁忌教典(8) », sur Fujimi Shobo (consulté le 29 avril 2017)
9. 1 2  (ja) « ロクでなし魔術講師と禁忌教典(9) », sur Fujimi Shobo (consulté le 15 août 2017)
10. 1 2  (ja) « ロクでなし魔術講師と禁忌教典(10) », sur Fujimi Shobo (consulté le 14 décembre 2017)
11. 1 2  (ja) « ロクでなし魔術講師と禁忌教典(11) », sur Fujimi Shobo (consulté le 3 mars 18)
12. 1 2  (ja) « ロクでなし魔術講師と禁忌教典(12) », sur Fujimi Shobo (consulté le 19 juin 2018)
13. 1 2  (ja) « ロクでなし魔術講師と禁忌教典(13) », sur Fujimi Shobo (consulté le 12 novembre 2018)
14. 1 2  (ja) « ロクでなし魔術講師と禁忌教典(14) », sur Fujimi Shobo (consulté le 12 avril 2019)
15. 1 2  (ja) « ロクでなし魔術講師と禁忌教典(15) », sur Fujimi Shobo (consulté le 11 octobre 2019)
16. 1 2  (ja) « ロクでなし魔術講師と禁忌教典(16) », sur Fujimi Shobo (consulté le 27 février 2020)
17. 1 2  (ja) « ロクでなし魔術講師と禁忌教典(17) », sur Fujimi Shobo (consulté le 12 août 2020)
18. 1 2  (ja) « ロクでなし魔術講師と禁忌教典(18) », sur Fujimi Shobo (consulté le 13 janvier 2021)
19. 1 2  (ja) « ロクでなし魔術講師と禁忌教典(19) », sur Fujimi Shobo (consulté le 12 mai 2021)
20. 1 2  (ja) « ロクでなし魔術講師と禁忌教典(20) », sur Fujimi Shobo (consulté le 10 mars 2022)
21. 1 2  (ja) « ロクでなし魔術講師と禁忌教典(21) », sur Fujimi Shobo (consulté le 28 mai 2022)
22. 1 2  (ja) « ロクでなし魔術講師と禁忌教典(22) », sur Fujimi Shobo (consulté le 27 mars 2023)
23. 1 2  (ja) « ロクでなし魔術講師と禁忌教典(23) », sur Fujimi Shobo (consulté le 10 septembre 2023)
24. 1 2  (ja) « ロクでなし魔術講師と禁忌教典(24) », sur Fujimi Shobo (consulté le 10 septembre 2023)

Roku de nashi majutsu kōshi to tsuisō nisshi
1. 1 2  (ja) « ロクでなし魔術講師と追想日誌1 », sur Fujimi Shobo (consulté le 29 avril 2017)
2. 1 2  (ja) « ロクでなし魔術講師と追想日誌2 », sur Fujimi Shobo (consulté le 29 avril 2017)
3. 1 2  (ja) « ロクでなし魔術講師と追想日誌3 », sur Fujimi Shobo (consulté le 12 novembre 2018)
4. 1 2  (ja) « ロクでなし魔術講師と追想日誌4 », sur Fujimi Shobo (consulté le 26 janvier 2019)
5. 1 2  (ja) « ロクでなし魔術講師と追想日誌5 », sur Fujimi Shobo (consulté le 11 octobre 2019)
6. 1 2  (ja) « ロクでなし魔術講師と追想日誌6 », sur Fujimi Shobo (consulté le 27 février 2020)
7. 1 2  (ja) « ロクでなし魔術講師と追想日誌7 », sur Fujimi Shobo (consulté le 24 octobre 2020)
8. 1 2  (ja) « ロクでなし魔術講師と追想日誌8 », sur Fujimi Shobo (consulté le 23 février 2021)
9. 1 2  (ja) « ロクでなし魔術講師と追想日誌9 », sur Fujimi Shobo (consulté le 12 novembre 2021)
10. 1 2  (ja) « ロクでなし魔術講師と追想日誌10 », sur Fujimi Shobo (consulté le 21 octobre 2022)
11. 1 2  (ja) « ロクでなし魔術講師と追想日誌11 », sur Fujimi Shobo (consulté le 19 octobre 2024)

Manga
Roku de nashi majutsu kōshi to Akashic Record
1. 1 2  (ja) « ロクでなし魔術講師と禁忌教典(1) », sur Kadokawa Corporation (consulté le 29 avril 2017)
2. 1 2  (ja) « ロクでなし魔術講師と禁忌教典(2) », sur Kadokawa Corporation (consulté le 29 avril 2017)
3. 1 2  (ja) « ロクでなし魔術講師と禁忌教典(3) », sur Kadokawa Corporation (consulté le 29 avril 2017)
4. 1 2  (ja) « ロクでなし魔術講師と禁忌教典(4) », sur Kadokawa Corporation (consulté le 29 avril 2017)
5. 1 2  (ja) « ロクでなし魔術講師と禁忌教典(5) », sur Kadokawa Corporation (consulté le 29 avril 2017)
6. 1 2  (ja) « ロクでなし魔術講師と禁忌教典(6) », sur Kadokawa Corporation (consulté le 21 septembre 2017)
7. 1 2  (ja) « ロクでなし魔術講師と禁忌教典(7) », sur Kadokawa Corporation (consulté le 22 janvier 2018)
8. 1 2  (ja) « ロクでなし魔術講師と禁忌教典(8) », sur Kadokawa Corporation (consulté le 19 juin 2018)
9. 1 2  (ja) « ロクでなし魔術講師と禁忌教典(9) », sur Kadokawa Corporation (consulté le 12 novembre 2018)
10. 1 2  (ja) « ロクでなし魔術講師と禁忌教典(10) », sur Kadokawa Corporation (consulté le 12 avril 2019)
11. 1 2  (ja) « ロクでなし魔術講師と禁忌教典(11) », sur Kadokawa Corporation (consulté le 6 juillet 2019)
12. 1 2  (ja) « ロクでなし魔術講師と禁忌教典(12) », sur Kadokawa Corporation (consulté le 27 février 2020)
13. 1 2  (ja) « ロクでなし魔術講師と禁忌教典(13) », sur Kadokawa Corporation (consulté le 27 février 2020)
14. 1 2  (ja) « ロクでなし魔術講師と禁忌教典(14) », sur Kadokawa Corporation (consulté le 24 octobre 2020)
15. 1 2  (ja) « ロクでなし魔術講師と禁忌教典(15) », sur Kadokawa Corporation (consulté le 23 février 2021)
16. 1 2  (ja) « ロクでなし魔術講師と禁忌教典(16) », sur Kadokawa Corporation (consulté le 20 juillet 2021)